# 1月2日
1月2日（いちがつふつか）は、グレゴリオ暦で年始から2日目に当たり、年末まであと363日（閏年では364日）ある。

## できごと

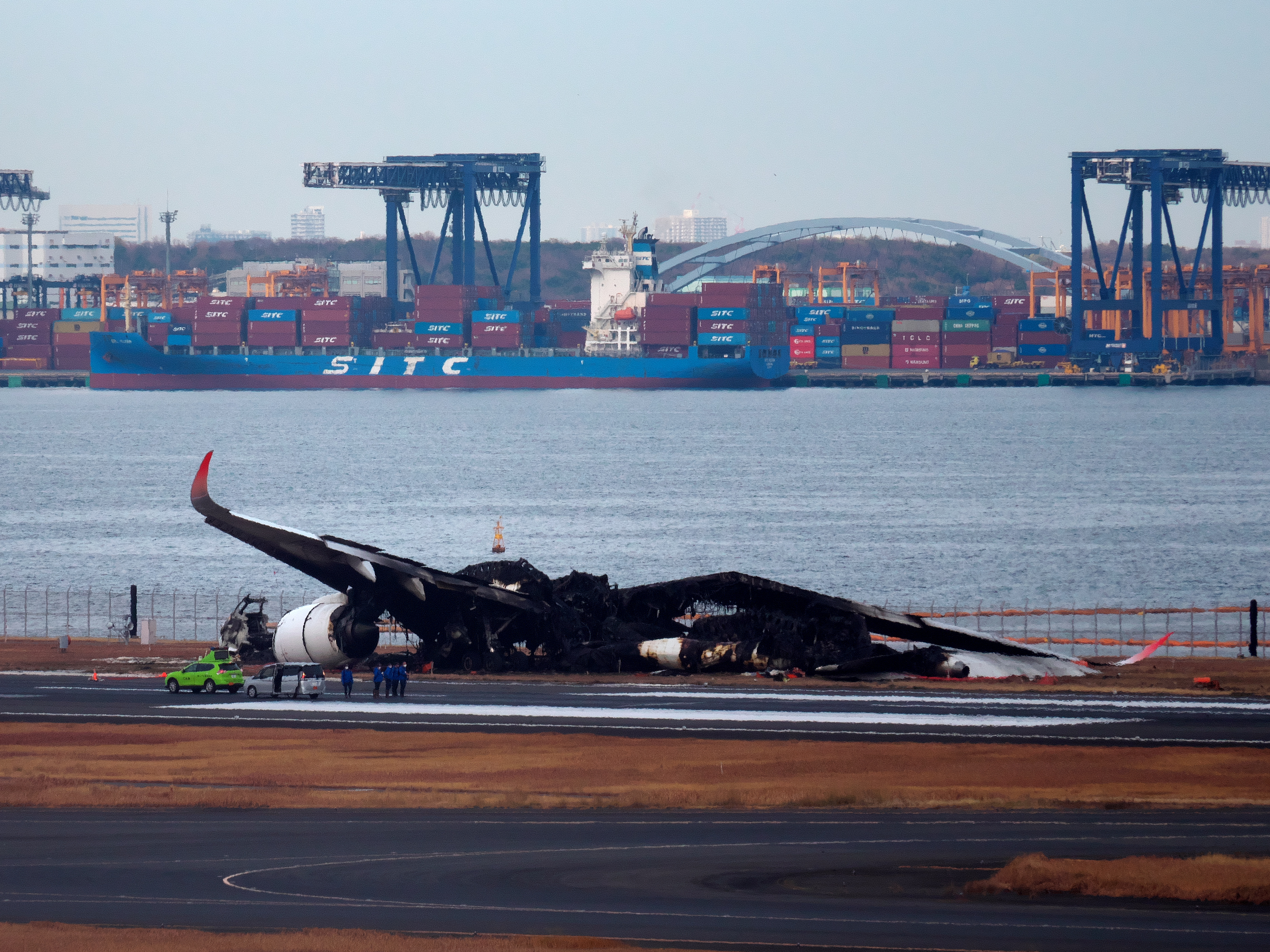
羽田空港地上衝突事故(2024)

- 1492年 - グラナダが陥落しナスル朝が滅亡。レコンキスタが終結[1]。
- 1586年（天正13年11月13日） - 徳川家康の重臣石川数正が豊臣秀吉のもとに出奔[2]。
- 1624年（元和9年11月12日） - 平戸のイギリス商館が閉鎖。
- 1777年 - アメリカ独立戦争: プリンストンの戦い。
- 1777年 - アメリカ独立戦争: アッサンピンク・クリークの戦い。
- 1788年 - ジョージア州がアメリカ合衆国憲法を批准し、アメリカ合衆国4番目の州となる。
- 1843年 - リヒャルト・ワーグナーの歌劇『さまよえるオランダ人』がドレスデンでワーグナー自身の指揮により初演。
- 1904年 - 報知新聞に日本初の新聞写真として川上貞奴の写真が掲載される。
- 1905年 - 日露戦争・旅順攻囲戦: ロシア軍の旅順要塞が、乃木希典将軍率いる日本軍により陥落。
- 1930年 - 第1回朝日学術賞授与式。
- 1937年 - イギリスの戦艦「プリンス・オブ・ウェールズ」の建造開始。1939年に進水。
- 1942年 - 第二次世界大戦: 日本軍がマニラを占領。
- 1942年 - 第二次世界大戦: 興亜奉公日を廃止し、毎月8日を大詔奉戴日とすることを閣議決定。
- 1943年 - 第二次世界大戦・ポートモレスビー作戦: ニューギニアのブナで日本軍が玉砕する。
- 1945年 - 国鉄長野原線（現：吾妻線）が開業。
- 1953年 - 『第3回NHK紅白歌合戦』がテレビで実験放送される。同日の『NHK紅白歌合戦』開催は史上唯一。
- 1954年 - 二重橋事件：皇居一般参賀者が二重橋上で将棋倒しになり、16名死亡、56名が重軽傷を負う[3]。
- 1955年 - ナイロンザイル事件: 前穂高岳でナイロン製ザイルの切断により登山者が滑落死。麻ザイルよりも強いとメーカーが保証したザイルだったため、ザイル論争に発展。
- 1956年 - 箱根駅伝がこの年から2日に往路、3日に復路の開催となる。
- 1959年 - ソ連が世界初の月面ロケット「ルナ1号」を打ち上げ。軌道が逸れて太陽を周回する初の人工惑星となる[4]。
- 1959年 - 全日空機爆破未遂事件: 大分空港発、岩国経由大阪行の全日空機で飛び降り自殺。飛行機の便所から不発のダイナマイト25本が発見される。
- 1960年 - ジョン・F・ケネディが大統領選に出馬表明。
- 1966年 - テレビ初の怪獣SF『ウルトラQ』放送開始。
- 1969年 - 昭和天皇パチンコ狙撃事件: 二重橋事件以来6年ぶりに開催された皇居一般参賀で、活動家奥崎謙三が、昭和天皇をパチンコ玉で狙撃したが、命中せず未遂に終わる。
- 1969年 - ビートルズの解散問題: ビートルズがゲット・パック・セッションの収録を行う（『レット・イット・ビー』）。
- 1971年 - 寿司由楼火災: 和歌山市新和歌浦の旅館・寿司由楼で火災が発生。16名死亡、15名負傷。
- 1971年 - アイブロックスの惨事: スコットランド・グラスゴーで行われたレンジャーズ対セルティック戦で将棋倒しが発生し、66名が死亡[5][6]。
- 1973年 - ボクシング世界フライ級タイトルマッチで大場政夫が5度目の防衛成功[7]。しかし、防衛から23日後の1月25日に交通事故で死亡[8]。
- 1979年 - 午前9時、昭和54年台風1号（Alice）発生。平成31年台風第1号（Pabuk）の発生まで、1年の中で最も発生の早い台風かつ発生の早い台風1号であった[9]。
- 1983年 - ミュージカル『アニー』のブロードウェイ・オリジナル版が2377回のロングランで終演。
- 1997年 - ナホトカ号重油流出事故発生。
- 2004年 - アメリカの彗星探査機「スターダスト」がヴィルト第2彗星に最接近。彗星の核を撮影し、塵を採取。
- 2015年 - ハルビン市道外区1月2日火災事故[10]。
- 2022年 - 2022年カザフスタン反政府運動発生[11]。
- 2024年 - 東京国際空港（羽田空港）で日本航空の旅客機と海上保安庁の飛行機が衝突・炎上し、5名が死亡する事故が発生（羽田空港地上衝突事故）[12]。

## 誕生日
- 869年（貞観10年12月16日） - 陽成天皇、第57代天皇（+ 949年）
- 1601年（慶長5年11月28日） - 徳川義直、尾張藩主（+ 1650年）
- 1649年 - メフメト4世、オスマン帝国第19代スルタン（+ 1693年）
- 1687年（貞享3年11月19日） - 大関増恒、黒羽藩主（+ 1759年）
- 1702年（元禄14年12月5日） - 鍋島直恒、蓮池藩主（+ 1749年）
- 1727年 - ジェームズ・ウルフ、イギリス陸軍の将軍（+ 1759年）
- 1729年 - ヨハン・ティティウス、科学者（+ 1796年）
- 1731年（享保15年11月24日） - 朽木舖綱、福知山藩主（+ 1787年）
- 1765年 - チャールズ・ハチェット、化学者（+ 1847年）
- 1771年（明和8年11月28日） - 前田利幹、富山藩主（+ 1836年）
- 1784年 - エルンスト1世、ザクセン＝コーブルク＝ゴータ公（+ 1844年）
- 1809年（文化5年11月17日） - 酒井忠学、姫路藩主（+ 1844年）
- 1818年（文化14年11月26日） - 宗義章、対馬府中藩主（+ 1842年）
- 1822年 - ルドルフ・クラウジウス、物理学者（+ 1888年）
- 1836年 - メンデレ・スフォリム、イディッシュ語作家（+ 1917年）
- 1837年 - ミリイ・バラキレフ、作曲家（+ 1910年）
- 1840年（天保10年11月28日） - 司馬凌海、医学者（+ 1879年）
- 1850年 - フランシス・アバークロンビー、プロ野球選手（+ 1939年）
- 1851年（嘉永3年12月1日） - 矢野龍渓、ジャーナリスト、著作家（+ 1931年）
- 1854年 - 若尾民造、実業家、甲府市長（官選第7代）（+ 1917年）
- 1856年 - 丸山重俊、熊本藩士、検察官、警察官僚（+ 1911年）
- 1856年 - 吉井幸蔵、海軍軍人、政治家（+ 1927年）
- 1857年 - 佐立七次郎、建築家（+ 1922年）
- 1860年 - 渡邊修、官僚、政治家（+ 1932年）
- 1862年 - 川村惇、ジャーナリスト、政治家、教育者（+ 1930年）
- 1862年 - 小林文七、浮世絵の版元、浮世絵商兼収集家（+ 1923年）
- 1864年 - 小松謙次郎、官僚、政治家（+ 1932年）
- 1864年 - ルシア・サラーテ、世界で最も体重の軽い成人として記録された女性（+ 1890年）
- 1868年 - アーサー・ゴア、テニス選手（+ 1928年）
- 1869年 - ベイヤード・ヴェイラー、映画監督、脚本家、劇作家（+ 1943年）
- 1869年 - 三遊亭圓盛、落語家（+ 没年不詳）
- 1870年 - エルンスト・バルラハ、彫刻家（+ 1938年）
- 1870年（明治2年12月1日） - 小川平吉、司法大臣、鉄道大臣（+ 1942年）
- 1871年 - ポーレット・ダルティ、歌手（+ 1939年）
- 1871年 - 高橋松亭、浮世絵師、版画家（+ 1945年）
- 1872年 - 村上春太郎、天文学者、物理学者（+ 1947年）
- 1873年 - アントン・パンネクーク、天文学者、マルクス主義理論家（+ 1960年）
- 1873年 - 八代国治、歴史学者（+ 1924年）
- 1873年 - モイセイ・ウリツキー、ソ連共産党の活動家（+ 1918年）
- 1873年 - リジューのテレーズ、修道女、カトリック教会の聖人（+ 1897年）
- 1875年 - 中村雀右衛門、歌舞伎役者（+ 1927年）
- 1875年 - 沈鈞儒、政治家（+ 1963年）
- 1876年 - 鬼竜山雷八、力士（+ 1937年）
- 1877年 - ヨハネス・シュミット、海洋生物学者（+ 1933年）
- 1879年 - バウエル・ルドルフ、陸上競技選手（+ 1932年）
- 1880年 - ルイ・ブレゲー、飛行機設計者（+ 1955年）
- 1880年 - ヴァシーリー・デグチャレフ、軍人、銃器設計者（+ 1949年）
- 1880年 - 杉山元、陸軍軍人（元帥）（+ 1945年）
- 1881年 - 藤岡直平衛、政治家（+ 1965年）
- 1882年 - ベンジャミン・ジョーンズ、自転車競技（トラックレース）選手（+ 1963年）
- 1882年 - ヘンリー・アラン・グリーソン、植物学者（+ 1975年）
- 1882年 - 石山賢吉、実業家、ジャーナリスト、政治家（+ 1964年）
- 1883年 - 牧野雅楽之丞、技術者（+ 1967年）
- 1884年 - 朴賛翊、独立運動家（+ 1949年）
- 1884年 - 中島利一郎、東洋比較言語学者（+ 1959年）
- 1885年 - アンナ・ヒュブラー、フィギュアスケート選手（+ 1976年）
- 1885年 - 山村耕花、日本画家、浮世絵師、版画家（+ 1942年）
- 1886年 - 和田秀穂、海軍軍人（+ 1972年）
- 1886年 - アスカナズ・ムラヴャン、政治家（+ 1929年）
- 1886年 - カール＝ハインリヒ・フォン・シュテュルプナーゲル、軍人（+ 1944年）
- 1886年 - フローレンス・ローレンス、女優（+ 1938年）
- 1887年 - 三遊亭圓吉、落語家（+ 没年不詳）
- 1888年 - 大橋良一、地球科学者（+ 1983年）
- 1888年 - 古坂嵓城、教育者（+ 1974年）
- 1888年 - 草場辰巳、陸軍軍人（+ 1946年）
- 1889年 - 川西實三、内務官僚、日本赤十字社社長（+ 1978年）
- 1889年 - ティート・スキーパ、テノール歌手（+ 1965年）
- 1889年 - 細井魚袋、歌人（+ 1962年）
- 1889年 - 木村謹治、ドイツ文学・ドイツ語学者（+ 1948年）
- 1890年 - 長谷外余男、神職（+ 1973年）
- 1891年 - ディディエ・ドーラ、フランスの航空の先駆者（+ 1969年）
- 1892年 - 柏尾誠一郎、テニス選手（+ 1962年）
- 1893年 - 遠藤三郎、軍人（+ 1984年）
- 1894年 - カール・ダマー、指揮者（+ 1977年）
- 1894年 - 牟田口格郎、軍人（+ 1945年）
- 1894年 - ロバート・ネイサン、詩人、ファンタジー作家、脚本家（+ 1985年）
- 1895年 - 八田四郎次、応用化学者（+ 1973年）
- 1895年 - フォルケ・ベルナドッテ、外交官（+ 1948年）
- 1895年 - 黒正巌、経済学者、農業史家、農村社会史学者（+ 1949年）
- 1895年 - ハミルトン・ギブ、東洋学者、歴史学研究者（+ 1971年）
- 1896年 - ジガ・ヴェルトフ、映画監督（+ 1954年）
- 1896年 - ジュゼッペ・エンリーチ、自転車競技（ロードレース）選手（+ 1968年）
- 1897年 - 地崎宇三郎、政治家、実業家（+ 1951年）
- 1897年 - 桐ノ花光之助、大相撲力士（+ 1993年）
- 1897年 - 曽拡情、政治家（+ 1983年）
- 1898年 - 五味國男、俳優、映画監督（+ 没年不詳）
- 1899年 - 吉川美夫、言語学者、英語学者（+ 1991年）
- 1899年 - ヘルマン・フォン・オッペルン＝ブロニコフスキー、軍人（+ 1966年）
- 1900年 - 伊丹万作、映画監督（+ 1946年）
- 1900年 - 大崎史郎、俳優（+ 1967年）
- 1900年 - 四方博、経済学者（+ 1973年）
- 1900年 - 安田幹太、法学者（+ 1987年）
- 1900年 - ウィリアム・ヘインズ、俳優、インテリア・デザイナー（+ 1973年）
- 1900年 - レスリー・ペルチャー、アマチュア天文家（+ 1980年）
- 1901年 - 久保栄、戯曲作家（+ 1958年）
- 1901年 - 谷口五郎、野球選手（+ 1980年）
- 1901年 - 服部卓四郎、軍人（+ 1960年）
- 1902年 - 小野吉郎、逓信官僚（+ 2006年）
- 1902年 - 山内清男、考古学者（+ 1970年）
- 1903年 - 下村三郎、裁判官、弁護士（+ 1980年）
- 1903年 - 江家義男、法学者（+ 1958年）
- 1903年 - 田中カ子、世界最高齢の女性（+ 2022年）
- 1904年 - ヴァルター・ハイトラー、物理学者（+ 1981年）
- 1904年 - 稲山嘉寛、実業家、財界人（+ 1987年）
- 1904年 - 目黒三策、実業家（+ 1974年）
- 1904年 - 横倉辰次、作家、劇作家、歴史家（+ 1983年）
- 1905年 - ルイジ・ザンパ、映画監督（+ 1991年）
- 1905年 - マイケル・ティペット、作曲家（+ 1998年）
- 1905年 - 小幡治和、政治家（+ 1998年）
- 1905年 - レフ・ゲンリホーヴィッチ・シュニレルマン、数学者（+ 1938年）
- 1905年 - エスコット・リード、外交官、学者（+ 1999年）
- 1906年 - 富田英三、漫画家、著作家（+ 1982年）
- 1906年 - 三島雅夫、俳優（+ 1973年）
- 1907年 - ネイサン・コーン、電子工学者（+ 1989年）
- 1907年 - 辻嘉一、料理人（+ 1988年）
- 1907年 - 渋谷実、映画監督（+ 1980年）
- 1907年 - 奈街三郎、児童文学作家（+ 1978年）
- 1907年 - 岩上順一、文芸評論家（+ 1958年）
- 1908年 - 邦正美、舞踊家（+ 2007年）
- 1908年 - ロベール・プラネル、作曲家（+ 1994年）
- 1908年 - ローレンス・ウェザビー、政治家、弁護士（+ 1994年）
- 1908年 - 三木澄子、児童文学作家（+ 1988年）
- 1909年 - 吾郷清彦、歴史家（+ 2003年）
- 1909年 - 柴谷貞雄、実業家（+ 2001年）
- 1909年 - 道家忠道、ドイツ文学者（+ 1984年）
- 1909年 - 戸川敬一、ドイツ文学者（+ 2002年）
- 1909年 - バリー・ゴールドウォーター、政治家（+ 1998年）
- 1910年 - 松谷穣、ジャズピアニスト（+ 1995年）
- 1910年 - キングスレー・チャールズ・ダナム、地質学者、鉱物学者（+ 2001年）
- 1911年 - 秋元松代、劇作家（+ 2001年）
- 1911年 - 岡田譲、美術評論家（+ 1981年）
- 1911年 - 近藤巌、拳闘家、プロボクサー（+ 1971年）
- 1911年 - 横路節雄、政治家（+ 1967年）
- 1911年 - パーヴェル・ルィチャゴフ、軍人（+ 1941年）
- 1912年 - 豆千代、歌手（+ 2004年）
- 1912年 - 折茂豊、法学者、東北大学名誉教授（+ 1994年）
- 1912年 - 第26代木村庄之助、立行司（+ 1984年）
- 1912年 - 豊田久吉、水泳選手（+ 1976年）
- 1912年 - 野村尚吾、編集者、作家、評論家（+ 1975年）
- 1912年 - 剣持勇、インテリアデザイナー（+ 1971年）
- 1913年 - ガードナー・リード、作曲家（+ 2005年）
- 1913年 - 松重美人、新聞記者・報道写真家（+ 2005年）
- 1913年 - 林健太郎、歴史学者、東京大学総長（+ 2004年）
- 1913年 - アンナ・リー、女優（+ 2004年）
- 1914年 - カール・ハインツ・カイテル、軍人
- 1914年 - 小松勇作、数学者（+ 2004年）
- 1915年 - 古川正男、プロ野球選手
- 1915年 - むのたけじ、ジャーナリスト（+ 2016年）
- 1915年 - 吉田雅夫、フルート奏者（+ 2003年）
- 1915年 - 星玲子、女優、歌手（+ 2003年）
- 1915年 - 5代目柳家小さん、落語家（+ 2002年）
- 1915年 - 松本一、第27・28代岡山市長（+ 1998年）
- 1915年 - 古川喜一、政治家（+ 1989年）
- 1915年 - 和田政雄、ラグビー選手、監督（+ 1985年）
- 1915年 - 笹川了平、笹川興産社長、大阪日日新聞社長（+ 1982年）
- 1915年 - 千葉昇隆利、大相撲力士（+ 没年不詳）
- 1916年 - 武者一雄、小説家、児童文学作家（+ 2008年）
- 1916年 - エドムンド・ド・ロスチャイルド、銀行家、実業家、軍人（+ 2009年）
- 1917年 - 山根常男、社会学者（+ 2007年）
- 1917年 - 田村圓澄、日本史学者、仏教史学者（+ 2013年）
- 1917年 - 金元均、作曲家、最高人民会議代議員（+ 2002年）
- 1917年 - 池真理子、ジャズ・ラテン・フォルクローレの歌手（+ 2000年）
- 1918年 - 中村太郎、政治家（+ 2011年）
- 1918年 - ヴィリー・グラーフ、白バラ抵抗運動のメンバーの一人（+ 1943年）
- 1918年 - ジョアン・メリル、歌手、女優（+ 1992年）
- 1918年 - 永末英一、軍人、政治家（+ 1994年）
- 1918年 - 白川元春、軍人、航空自衛官（+ 2008年）
- 1919年 - 川路夏子、声優、女優（+ 2011年）
- 1919年 - 吉原正喜、プロ野球選手（+ 1944年）
- 1919年 - 安原美穗、検察官、法務官僚、検事総長、弁護士（+ 1997年）
- 1919年 - 小野健一、物理学者、科学史家（+ 2010年）
- 1919年 - 大宜見小太郎、俳優、脚本家、演出家、舞踊家（+ 1994年）
- 1919年 - 斉藤広志、文化人類学者（+ 1983年）
- 1919年 - 李煥之、作曲家（+ 2000年）
- 1919年 - 高木孝一、政治家（+ 2012年）
- 1920年 - アイザック・アシモフ、SF作家（+ 1992年）
- 1920年 - 丹下キヨ子、歌手、女優（+ 1998年）
- 1920年 - 塩谷一夫、政治家（+ 1989年）
- 1920年 - 加藤信幸、サッカー選手
- 1920年 - ジョージ・ハービッグ、天文学者（+ 2013年）
- 1920年 - 桂小南、落語家（+ 1996年）
- 1921年 - 春風亭小柳枝 (7代目)、落語家（+ 1962年）
- 1921年 - 神尾季羊、俳人（+ 1997年）
- 1921年 - スマイリー小原、ジャズミュージシャン（+ 1984年）
- 1921年 - 岡田純一、経済学者（+ 1988年）
- 1922年 - 枝村要作、政治家（+ 2004年）
- 1922年 - 品川孝子、教育評論家（+ 2016年）
- 1922年 - プンツォク・ワンギャル、革命家（+ 2014年）
- 1923年 - 玉乃海太三郎、元大相撲力士（+ 1987年）
- 1923年 - 小川泰、政治家
- 1923年 - 太田じろう、漫画家、絵本作家（+ 1982年）
- 1923年 - 磯貝英夫、日本近代文学研究者（+ 2016年）
- 1924年 - 河合雅雄、動物生態学者（+ 2021年）
- 1924年 - 山崎豊子、小説家（+ 2013年）
- 1924年 - 藤島昭、検察官、弁護士（+ 2010年）
- 1924年 - 寿岳章子、日本語学者、エッセイスト（+ 2005年）
- 1924年 - 荒木雅子、女優
- 1925年 - 金春欣三、シテ方金春流の能楽師
- 1925年 - 伊藤秀雄、推理・冒険小説研究家
- 1925年 - 山中末治、政治家（+ 2014年）
- 1925年 - 増本剛、金属工学者（+ 2012年）
- 1925年 - 梶山雄一、仏教学者、文学博士（+ 2004年）
- 1925年 - リチャード・ジェサップ、小説家（+ 1982年）
- 1926年 - 堀内一市、俳優
- 1926年 - 岡田喜秋、紀行作家
- 1926年 - 醍醐敏郎、柔道家 ※戸籍上の誕生日。実際の出生日は1925年12月26日（+ 2021年）
- 1926年 - 今泉勝義、元プロ野球選手（+ 2009年）
- 1926年 - 長江録弥、彫刻家（+ 2005年）
- 1926年 - 天本英世、俳優（+ 2003年）
- 1926年 - 三好行雄、国文学者、東京大学名誉教授（+ 1990年）
- 1926年 - ブルース・ハーラン、飛込選手（+ 1959年）
- 1927年 - ユーリー・グリゴローヴィチ、バレエ振付家（+ 2025年）
- 1927年 - 野村昭子、俳優（+ 2022年）
- 1927年 - 坂上富男、弁護士、衆議院議員（+ 2018年）
- 1927年 - 土方鐵、作家、俳人、脚本家、部落解放運動家（+ 2005年）
- 1927年 - 置塩信雄、経済学者（+ 2003年）
- 1927年 - 富本壮吉、映画監督、テレビ演出家（+ 1989年）
- 1928年 - 池田廉、イタリア文学者、大阪外国語大学名誉教授
- 1928年 - 池田大作、宗教家、作家、創価学会第3代会長・名誉会長、SGI（創価学会インタナショナル）会長（+ 2023年）
- 1928年 - 大木民夫、声優（+ 2017年）
- 1928年 - アルベルト・ゼッダ、指揮者（+ 2017年）
- 1928年 - 山田昭夫、日本近代文学研究者、文芸評論家（+ 2004年）
- 1928年 - 森本茂、国文学者（+ 1996年）
- 1928年 - 田中米太郎、プロレスラー（+ 1995年）
- 1929年 - ロバート・ウォルドーフ・ラブレス、ナイフ職人（+ 2010年）
- 1929年 - チャールズ・ボーモント、小説家（+ 1967年）
- 1930年 - 徳岡孝夫、ジャーナリスト（+ 2025年）
- 1930年 - 皆川博子、小説家
- 1930年 - 岡照雄、英文学者
- 1930年 - 森田良行、国語学者
- 1930年 - 東川清一、音楽学者、音楽評論家
- 1930年 - 師岡孝次、経営工学者（+ 2021年）
- 1930年 - 大村平、航空自衛官、著述家（+ 2021年）
- 1930年 - 佐伯安一、郷土史家、建築史学者（+ 2016年）
- 1930年 - デリア俊子、市民ランナー（+ 2014年）
- 1930年 - 淀かほる、女優、元宝塚歌劇団花組主演男役（+ 1993年）
- 1930年 - 梶山季之、小説家（+ 1975年）
- 1931年 - 松崎昭雄、森永製菓相談役
- 1931年 - 行天豊雄、経済学者
- 1931年 - 根井正利、集団遺伝学者・進化生物学者（+ 2023年）
- 1931年 - 海部俊樹、政治家、第76、77代内閣総理大臣（+ 2022年）
- 1931年 - 中川晴之助、テレビディレクター（+2018年）
- 1931年 - 藤井凡大、作曲家、指揮者、音楽教育家（+ 1994年）
- 1931年 - マリーノ・モレッティーニ、自転車競技（トラックレース）選手（+ 1990年）
- 1931年 - 左近淑、聖書学者（+ 1990年）
- 1931年 - 後藤宏行、哲学・社会学者（+ 1989年）
- 1931年 - 吉田おさみ、社会運動家（+ 1984年）
- 1932年 - 鈴木英一、教育行政学者
- 1932年 - 神津善行、作曲家
- 1932年 - 佐々木雄司、精神医学者
- 1932年 - 野末陳平、作家、参議院議員
- 1932年 - 久米是志、自動車エンジニア、実業家（+ 2022年）
- 1932年 - 大津淳、元プロ野球選手（+ 2020年）
- 1932年 - 二上達也、将棋棋士、第12代日本将棋連盟会長（+ 2016年）
- 1932年 - 塩野谷祐一、経済学者（+ 2015年）
- 1932年 - 宮脇磊介、警察官僚（+ 2014年）
- 1932年 - 村田正夫、詩人（+ 2011年）
- 1932年 - 定村忠士、編集者、評論家、劇作家（+ 2001年）
- 1932年 - ベンジー・ラミレス、プロレスラー（+ 1995年）
- 1932年 - 起雲山世志介、元大相撲力士（+ 1977年）
- 1933年 - リチャード・ウィルソン・ライリー、政治家
- 1933年 - 石井英夫、コラムニスト・新聞記者（+ 2024年）
- 1933年 - 森村誠一、作家（+ 2023年）
- 1933年 - 鈴木勲、ジャズベース、チェロ奏者、作曲家（+ 2022年）
- 1933年 - 河原温、美術家（+ 2014年）
- 1933年 - 宇佐美滋、国際関係論研究者（+ 2013年）
- 1933年 - 小林俊一、テレビプロデューサー、演出家（+ 2012年）
- 1934年 - 山口定、政治学者（+ 2013年）
- 1934年 - 長野洋、脚本家（+ 2012年）
- 1934年 - 森本芳樹、西洋史学者（+ 2012年）
- 1934年 - 小野旭、経済学者（+ 2010年）
- 1935年 - 坂本恭章、タイ語・カンボジア語学者
- 1935年 - 三笠山護、大相撲力士
- 1935年 - ジョスリン・デルクール、陸上競技選手
- 1935年 - 岩城完之、社会学者（+ 2020年）
- 1935年 - 岩男寿美子、心理学者（+ 2018年）
- 1935年 - 伊藤強、音楽評論家（+ 2016年）
- 1935年 - 木村俊恵、女優（+ 1974年）
- 1936年 - 中島そのみ、女優
- 1936年 - 宮津純一郎、実業家
- 1936年 - 奥田勲、国文学者
- 1936年 - 宮路雄資、競輪選手
- 1936年 - 深澤弘、アナウンサー、スポーツコメンテーター（+ 2021年）
- 1936年 - 村上和雄、分子生物学者（+ 2021年）
- 1936年 - ポール・フリーマン、指揮者（+ 2015年）
- 1936年 - 式守伊之助、立行司（+ 2013年）
- 1936年 - 7代目立川談志、落語家 ※戸籍上の誕生日。実際の出生日は1935年12月2日（+ 2011年）
- 1936年 - はせさん治、俳優、声優 （+ 2002年）
- 1937年 - 櫻井一孝、映画監督
- 1937年 - 白川正芳、文芸評論家
- 1937年 - 岡村堯、法学者
- 1937年 - 長島信弘、文化人類学者
- 1937年 - 梶原敬義、政治家
- 1937年 - 四季の花範雄、元大相撲力士
- 1937年 - イメリオ・マッシニャン、自転車競技（ロードレース）選手（+ 2024年）
- 1937年 - マルチン・ラウアー、陸上競技選手（+ 2019年）
- 1937年 - 古今亭志ん駒、落語家（+ 2018年）
- 1937年 - 花紀京、コメディアン（+ 2015年）
- 1937年 - 日景忠男、実業家（+ 2015年）
- 1937年 - 沢たまき、歌手、女優、政治家、参議院議員（+ 2003年）
- 1937年 - 水野源三、詩人（+ 1984年）
- 1938年 - 野田知佑、カヌーイスト、作家（+ 2022年）
- 1938年 - ロバート・スミッソン、現代美術家（+ 1973年）
- 1938年 - 旭丘光志、作家、ジャーナリスト、デザイナー、漫画家
- 1938年 - 高建、政治家
- 1938年 - ニコラス・フィリップス、裁判官、法服貴族、政治家
- 1939年 - 長谷川政春、国文学者
- 1939年 - 増田彰久、写真家
- 1939年 - コンスタンツェ・ヴェルノン、バレリーナ、振付家、バレエ教師（+ 2013年）
- 1939年 - 長岡一也、フリーアナウンサー、競馬ジャーナリスト
- 1940年 - 津川雅彦、俳優（+ 2018年）
- 1940年 - S. R. シュリニヴァーサ・ヴァラダン、数学者
- 1940年 - 島野雅亘、元プロ野球選手
- 1940年 - 石橋直、実業家
- 1940年 - 甲斐中辰夫、最高裁判事、東京高等検察庁検事長、最高検次長検事、弁護士
- 1940年 - 林えり子、作家（+ 2019年）
- 1940年 - サウード・アル＝ファイサル、サウード家の一員（+ 2015年）
- 1940年 - 馬場元子、全日本プロレス社長、全日本プロレスオーナー（+ 2018年）
- 1940年 - 戸塚進也、通産官僚、政治家
- 1941年 - 植村榮、化学者
- 1941年 - 秋山和慶、指揮者（+ 2025年）
- 1941年 - 倉持隆夫、元アナウンサー
- 1941年 - 百瀬明治、著作家（+ 2016年）
- 1942年 - デニス・ハスタート、アメリカ合衆国下院議長
- 1942年 - トマス・ハマーベリ、外交官、人権擁護者
- 1942年 - 宗形智子、女優、声優
- 1942年 - 宮原安春、政治運動家、ノンフィクション作家（+ 2017年）
- 1942年 - 常森寿子、ソプラノ歌手
- 1942年 - 奈良陽、アナウンサー、ジャーナリスト（+ 2007年）
- 1943年 - 横山義恭、アナウンサー
- 1943年 - 福島滋雄、競泳選手（+ 1998年）
- 1943年 - 広瀬義宣、俳優
- 1943年 - ジャネット・アクユズ・マッテイ、天文学者（+ 2004年）
- 1943年 - 佐藤通雅、歌人、評論家
- 1943年 - バルシュ・マンチョ、ロック歌手、作曲家、テレビプロデューサー（+ 1999年）
- 1944年 - ノロドム・ラナリット、カンボジアの王族
- 1944年 - 古谷一行、俳優（+ 2022年）
- 1944年 - 宮崎総子、アナウンサー（+ 2015年）
- 1944年 - 梶間俊一、映画監督
- 1944年 - キム・ニューカム、オートバイレーサー（+ 1973年）
- 1944年 - ハンネス・アルトロフ、クラリネット奏者
- 1944年 - 千代田邦夫、会計学者
- 1944年 - エトヴェシュ・ペーテル、作曲者、指揮者（+ 2024年）
- 1945年 - 小島利明、漫画家、アニメーター
- 1945年 - 中村達也、ジャズドラマー、パーカッショニスト
- 1945年 - 簗正昭、俳優、声優（+ 2012年）
- 1945年 - 玉井碧、俳優、声優
- 1945年 - 重岡孝文、柔道家
- 1945年 - 鈴木正樹、スピードスケート選手
- 1945年 - 石川賢治、写真家
- 1945年 - エリザベス・ムーン、SF作家
- 1945年 - 西川一誠、自治官僚、政治家
- 1945年 - ひのきしんじ、音楽プロデューサー、元歌手
- 1945年 - アワド・ハマド・バンダル、イラク革命裁判所長官、大統領府副長官、バアス党幹部（+ 2007年）
- 1945年 - 沢井桂子、女優
- 1945年 - スロボダン・プラリャク、クロアチア防衛評議会幹部（+ 2017年）
- 1945年 - 阿部榮次、実業家
- 1946年 - 伊吹吾郎、俳優
- 1946年 - 木津智史、カメラマン
- 1946年 - 今津孝次郎、教育社会学者
- 1946年 - 石田建昭、実業家、東海東京フィナンシャル・ホールディングス社長、東海東京証券会長
- 1946年 - 横山正枝、プロゴルファー
- 1946年 - 小林政春、競輪選手
- 1946年 - 高島晋一郎、元アナウンサー
- 1946年 - 乾龍初太郎、元大相撲力士
- 1947年 - 秋田明大、学生運動家
- 1947年 - 星正治、放射線医科学者
- 1947年 - 権哲賢、政治家
- 1947年 - マルカス・ジンゲリス、作家、詩人
- 1947年 - アレクサンドル・チホノフ、バイアスロン選手
- 1947年 - 菱川章、元プロ野球選手（+ 2020年）
- 1947年 - 楠原映二、俳優（+ 2010年）
- 1948年 - 岡本信人、俳優
- 1948年 - 鏡明、SF作家
- 1948年 - 川崎徹、CMディレクター
- 1948年 - 竜崎孝路、作曲家
- 1948年 - 北村新司、政治家
- 1948年 - 藤原勉、政治家
- 1948年 - 田中久雄、政治家
- 1948年 - 笠間治雄、検事総長
- 1948年 - 木股文昭、地震学者
- 1948年 - 私市正年、イスラーム研究者
- 1948年 - 河合満、実業家
- 1948年 - 熊村剛幸、実業家
- 1948年 - 酒井猛、囲碁棋士
- 1948年 - 河原多恵子、フリーアナウンサー
- 1948年 - 石橋良三、政治家（+ 2019年）
- 1948年 - トニー・ジャット、歴史学者（+ 2010年）
- 1948年 - 神保史郎、小説家、漫画原作者（+ 1994年）
- 1949年 - 高野悦子、『二十歳の原点』著者（+ 1969年）
- 1949年 - 奥田敏輝、元プロ野球選手（+ 2006年）
- 1949年 - クリストファー・デュラング、劇作家（+ 2024年）
- 1949年 - レイン・ルヴェサイン、自転車競技（トラックレース）選手
- 1949年 - 奥田喜久男、経営者、週刊BCN主幹
- 1949年 - アイリス・マリオン・ヤング、政治哲学者（+ 2006年）
- 1949年 - マイク・ニューリン、バスケットボール選手
- 1949年 - 徳井淑子、服飾史学者
- 1950年 - 飯島大介、俳優
- 1950年 - 市原多朗、声楽家、テノール歌手
- 1950年 - 西銘順志郎、政治家
- 1950年 - 神幸勝紀、元大相撲力士
- 1950年 - ジョルジ・ファゼカス、フィギュアスケート選手
- 1950年 - バトルホーク風間、プロボクサー（+ 2004年）
- 1951年 - ビル・マドロック、元プロ野球選手
- 1951年 - ヤン・フィシェル、官僚
- 1951年 - 伊藤勝美、政治家
- 1951年 - バウディール・ペレス、サッカー選手
- 1951年 - 津々井まり、歌手
- 1951年 - 八木功、造形家、特撮監督
- 1952年 - 井原慎一郎、元プロ野球選手
- 1952年 - ジョン・フッド、工学者
- 1952年 - デイブ・ギャラガー、アメリカンフットボール選手
- 1952年 - クバトベク・バイボロフ、政治家、チェキスト
- 1952年 - 廣本敏郎、会計学者
- 1953年 - 二間瀬敏史、宇宙物理学者
- 1953年 - 魚満芳、元プロ野球選手
- 1953年 - 谷口進一、政治家
- 1953年 - 藤本万太郎、経営者
- 1953年 - 井波陵一、中国文学者
- 1953年 - 後藤篤子、歴史学者
- 1953年 - 永松健幹、裁判官
- 1953年 - 吉武正成、元プロ野球選手
- 1953年 - ローランド・フックス、アメリカンフットボール選手
- 1954年 - アントン・ラマザレス、画家
- 1954年 - 大橋靖雄、生物統計学者、疫学者
- 1954年 - ミロヴァン・ライェヴァツ、サッカー選手、サッカー指導者
- 1954年 - 村田和人、シンガーソングライター、作曲家（+ 2016年）
- 1955年 - 佐藤直子、元プロテニス選手、タレント
- 1955年 - 岡元あつこ、漫画家
- 1955年 - 三村景一、テレビプロデューサー、実業家
- 1955年 - 中川清貴、実業家、丸善CHIホールディングス社長、丸善ジュンク堂書店社長
- 1955年 - ゲーリー・サトウ、バレーボール指導者
- 1956年 - 睦月影郎、小説家
- 1956年 - 蔵前仁一、旅行作家
- 1956年 - 首藤正治、政治家
- 1956年 - 末松正博、漫画家
- 1956年 - 稲垣恭子、教育社会学者
- 1956年 - 菅原昭子、歌手
- 1956年 - 菅野覚明、倫理学者、僧侶
- 1956年 - 小倉孝誠、フランス文学者
- 1956年 - 大前千代子、車いすテニス選手、アーネムパラリンピックアーチェリー金メダリスト
- 1956年 - 齊藤治和、航空自衛官
- 1957年 - 小坂明子、シンガーソングライター
- 1957年 - ジョアンナ・パクラ、俳優
- 1957年 - カール＝ハインツ・レーマン、柔道選手
- 1957年 - イリヤ・ミハルチュク、政治家
- 1958年 - 高橋雅子、バスケットボール選手
- 1958年 - 黒田真治、元プロ野球選手
- 1958年 - ウラディーミル・オフチニコフ、ピアニスト
- 1958年 - 菅原義広、モトクロスライダー（+ 2011年）
- 1959年 - 高野あさお、ラジオパーソナリティ
- 1959年 - 北川裕之、政治家、三重県名張市長
- 1959年 - クリスティーナ、歌手
- 1960年 - 浦沢直樹、漫画家
- 1960年 - ダリン・オカダ、撮影監督
- 1960年 - 井川幸広、実業家
- 1960年 - 細川伸二、柔道家
- 1960年 - 井坂聡、映画監督
- 1960年 - 金谷多一郎、プロゴルファー
- 1960年 - 遠藤真理子、女優
- 1961年 - 斉藤仁、柔道家（+ 2015年）
- 1961年 - トッド・ヘインズ、映画監督
- 1961年 - ガブリエル・カーテリス、女優
- 1961年 - オーレ・ブレムセット、スキージャンプ選手
- 1962年 - 速水けんたろう、歌手
- 1962年 - 武林武士、漫画家
- 1962年 - 正田耕三、元プロ野球選手
- 1962年 - 張在根、陸上競技選手
- 1962年 - ダーク・ビッケンバーグ、ファッションデザイナー
- 1963年 - エドガー・マルティネス、元プロ野球選手
- 1963年 - 加藤晴子、ミュージシャン（あみん）
- 1963年 - デビッド・コーン、元プロ野球選手
- 1963年 - 福本実、福井放送報道制作局長
- 1963年 - ツィモン・バルト、ピアノ奏者、ボディビルダー、作家
- 1963年 - 白井さゆり、経済学者
- 1964年 - 宮嶋千佳子、タレント、リポーター
- 1964年 - 牧野竜一、アニメーター
- 1964年 - パーネル・ウィテカー、プロボクサー
- 1965年 - 孫葆潔、サッカー審判員
- 1965年 - 戸羽太、政治家
- 1967年 - 黒岩唯一、DJ
- 1967年 - ティア・カレル、女優
- 1967年 - 桜井美春、タレント
- 1967年 - ロバート・ウィッシュネフスキー、元プロ野球選手
- 1967年 - チョ・ジェヒョン、フィギュアスケート選手
- 1967年 - ジェームズ・マーシャル、俳優
- 1967年 - 有元美保、漫画家、イラストレーター
- 1967年 - バジール・ボリ、サッカー選手
- 1967年 - 中田春介、俳優
- 1967年 - 牛嶋俊明、ラジオDJ、司会者
- 1967年 - ヨン・ナール、俳優、コメディアン、政治家
- 1968年 - 鬼橋美智子、ラジオパーソナリティ、ローカルタレント
- 1968年 - 松岡象一郎、特殊メイク・特殊衣装・特殊造形アーティスト
- 1968年 - 須田剛一、グラスホッパー・マニファクチュアCEO、ゲームデザイナー、ゲームディレクター、シナリオライター
- 1968年 - 伊東寛晃、テレビプロデューサー、演出家、映画監督
- 1968年 - キューバ・グッディングJr.、俳優
- 1968年 - オレグ・デリパスカ、ルサール社長
- 1968年 - アンキー・ヴァン・グルンスヴェン、馬術選手
- 1968年 - トレイシー・ワイマン、フィギュアスケート選手
- 1968年 - ラース・ドレスラー、フィギュアスケート選手（+ 1995年）
- 1969年 - 上口龍生、マジシャン
- 1969年 - 河村卓也、ボーイソプラノ歌手
- 1969年 - クリスティー・ターリントン、ファッションモデル
- 1969年 - ハレド・アル・エイド、馬術選手
- 1969年 - グレンコフ・ジョンソン、プロボクサー
- 1969年 - トミー・モリソン、プロボクサー（+ 2013年）
- 1970年 - 福山俊郎、俳優
- 1970年 - セードリック・ムゥーリエ、テニス競技国際審判員
- 1970年 - 太田拓弥、レスリング選手
- 1970年 - タン・ブン・フォン、ファッションデザイナー
- 1970年 - エリック・ウィテカー、作曲家、指揮者
- 1970年 - ロイス・クレイトン、元プロ野球選手
- 1970年 - 石田眞得、法学者
- 1971年 - 竹野内豊、俳優
- 1971年 - 吉村ミキ、モデル、女優
- 1971年 - ジェイムス・ヘイブンス、DJ、シンガーソングライター
- 1973年 - 高橋真紀子、アナウンサー
- 1973年 - 中嶋ミチヨ、タレント
- 1973年 - さとう珠緒、タレント
- 1975年 - 佐々木瑶子、声優
- 1975年 - ロバート・ウェスターホルト（英語版）、ギタリスト（ウィズイン・テンプテーション）
- 1975年 - ジェフ・スーパン、元プロ野球選手
- 1976年 - 鈴木ユカリ、アイドル歌手
- 1978年 - 豊口めぐみ、声優
- 1978年 - 高澤俊作、シンガーソングライター、作詞家、作曲家、編曲家、音楽プロデューサー、脚本家、小説家
- 1978年 - ユン・セア、女優
- 1979年 - 清水あき、ファッションモデル
- 1979年 - ミチェル・アブレイユ、プロ野球選手
- 1980年 - 村上知子、お笑いタレント（森三中）
- 1980年 - 向井美鈴、競艇選手
- 1980年 - アニー・ベルマール、フィギュアスケート選手
- 1980年 - デヴィッド・ジャーシー、俳優
- 1981年 - 青井実、アナウンサー
- 1981年 - マキシ・ロドリゲス、プロサッカー選手
- 1982年 - 妹岳なつめ、元AV女優
- 1983年 - 東奈緒美、タレント、リポーター
- 1983年 - 松林悟、漫画家
- 1983年 - 詹智堯、プロ野球選手
- 1984年 - 菊池亜衣、歌手
- 1984年 - 渡邊佐和子、アナウンサー
- 1985年 - 山本朝海、歌手
- 1985年 - 森内壽春、元プロ野球選手
- 1986年 - 蕭一傑、元プロ野球選手
- 1986年 - 荒木麻里子、アナウンサー
- 1986年 - 大谷尚徳、元プロ野球選手
- 1987年 - 水谷妃里、女優
- 1987年 - 上林巨人、プロボクサー
- 1988年 - 明坂聡美、声優
- 1988年 - 橘由紀子、女優
- 1988年 - 月岡鈴、女優、モデル
- 1988年 - 鈴木雄介、競歩選手
- 1989年 - 三遊亭兼太郎、落語家
- 1989年 - 江添皓三郎、俳優
- 1989年 - 中井光義、格闘家
- 1989年 - オキラニ・ティニラウ、陸上選手、サッカー選手
- 1990年 - 鈴木あや、ファッションモデル
- 1990年 - 野沢春日、アナウンサー
- 1990年 - 柴田将平、アナウンサー
- 1990年 - カレル・アブラハム、オートバイレーサー
- 1991年 - ダビデ・サントン、サッカー選手
- 1991年 - 林羿豪、プロ野球選手
- 1991年 - チョン・ユジ、元アイドル、ミュージカル俳優（元EXID、元BESTie）
- 1992年 - 井上美帆、ファッションモデル
- 1992年 - 市橋直歩[13]、タレント
- 1993年 - 高柳愛実、タレント
- 1993年 - 内山栞、作曲家、編曲家、ピアニスト
- 1993年 - 酒居知史、プロ野球選手
- 1993年 - ヨアン・ロペス、プロ野球選手
- 1994年 - ジョンミン、アイドル、ミュージカル俳優（BOY FRIEND）
- 1995年 - 松崎奈波、タレント、元ファッションモデル
- 1995年 - 三谷千季、女優
- 1996年 - 杉枝真結、ファッションモデル、元ボーカル、パフォーマー（元Happiness、元E-girls）
- 1997年 - 沢村玲、歌手、俳優、タレント（ONE N' ONLY）
- 1998年 - 小栗かこ、コレオグラファー、アイドル（元GEM、元ONE CHANCE）
- 1998年 - 藤田もも、グラビアアイドル、YouTuber
- 1998年 - 三上洋一郎、実業家
- 1998年 - 中谷潤人、プロボクサー、世界3階級制覇王者
- 1998年 - 加藤拓歩、元プロレスラー
- 1999年 - フェルナンド・タティス・ジュニア、プロ野球選手
- 2000年 - 守屋麗奈、アイドル（櫻坂46）
- 2001年 - 樋口新葉、フィギュアスケート選手
- 2002年 - 池戸優音、女優
- 2003年 - 木戸柊摩、サッカー選手
- 2008年 - 大里菜桜、ファッションモデル
- 生年不詳 - 石山昭子[14]、女優、モデル
- 生年不詳 - うさみ航、声優
- 生年不詳 - 岡雅子、声優
- 生年不詳 - 須川晶紀、声優
- 生年不詳 - 田昌人、声優
- 生年不詳 - 星谷美緒[15]、声優
- 生年不詳 - 真壁かずみ、声優
- 生年不詳 - 三浦博和、声優
- 生年不詳 - 永田千秋、イラストレーター
- 生年不詳 - 文村泰子、アナウンサー

## 忌日

### 人物
- 1497年 - ベアトリーチェ・デステ、ミラノ公ルドヴィーコ・スフォルツァの妃（* 1475年）
- 1546年（天文14年11月30日） - 妙玖、毛利元就の正室（* 1499年）
- 1557年 - ヤコポ・ダ・ポントルモ、画家（* 1494年）
- 1726年 - ドメニコ・ツィポーリ、作曲家（* 1688年）
- 1747年 - ジャン＝フェリ・ルベル、作曲家、バイオリニスト（* 1666年）
- 1747年 - リヴィオ・レッティ（英語版）、画家（* 1692年）
- 1783年 - ヨハン・ヤーコプ・ボードマー、文献学者（* 1698年）
- 1788年（天明7年11月24日） - 浅野宗恒、第6代広島藩主（* 1717年）
- 1801年 - ヨハン・カスパー・ラヴァーター、牧師、啓蒙思想家（* 1741年）
- 1816年 - ルイ＝ベルナール・ギトン・ド・モルボー、化学者（* 1737年）
- 1819年 - マリア・ルイサ、スペイン王カルロス4世の妃（* 1751年）
- 1823年（文政5年11月21日） - 松浦検校、三味線・箏曲奏者、作曲家
- 1831年 - バルトホルト・ゲオルク・ニーブール、歴史家（* 1776年）
- 1835年 - アウグスト・フリードリヒ・エルンスト・ラングバイン（英語版）、作家（* 1757年）
- 1835年（天保5年12月4日） - 宇田川玄真、蘭学者（* 1770年）
- 1835年 - アンドリュー・ユーア（英語版）、医師、化学者（* 1778年）
- 1850年 - 山口弘穀、第10代牛久藩主（* 1810年）
- 1853年 - 一柳末周、第8代小野藩主（* 1791年）
- 1855年（嘉永7年11月14日） - 源清麿、刀工（* 1813年）
- 1857年 - ヘンリエッテ・フォン・ナッサウ＝ヴァイルブルク、ナッサウ＝ヴァイルブルク家の侯女（* 1780年）
- 1857年 - 島津久長、江戸後期の薩摩藩士（* 1818年）
- 1858年 - ジョン・フォーブス・ロイル、植物学者（* 1798年）
- 1861年 - フリードリヒ・ヴィルヘルム4世、プロイセン国王（* 1795年）
- 1864年 - 松平昭訓、水戸藩主徳川斉昭の十四男（* 1849年）
- 1865年 - リチャード・バクストン、靴職人、アマチュア植物学者（* 1786年）
- 1872年（明治4年11月22日） - 片岡仁左衛門 (9代目)、歌舞伎役者（* 1839年）
- 1873年 - ボグスワフ・フリデリク・ラジヴィウ、貴族、軍人、政治家（* 1809年）
- 1875年 - ハリオット・ハント、女医（* 1805年）
- 1876年 - ジョン・H・クリフォード、弁護士、政治家（* 1809年）
- 1877年 - アレクサンダー・ベイン、発明家（* 1811年）
- 1879年 - ケイレブ・クッシング、第23代アメリカ合衆国司法長官（* 1800年）
- 1883年 - 物集高世、国学者（* 1817年）
- 1888年 - 大橋利左衛門、植林家・政治家（* 1853年）
- 1888年 - 菅野八郎、民衆思想家。（* 1810年）
- 1888年 - アイザック・トリンブル、職業軍人（* 1802年）
- 1892年 - ジョージ・ビドル・エアリー、天文学者（* 1801年）
- 1892年 - モンゴメリー・メグズ、職業軍人、土木技師（* 1816年）
- 1893年 - 島本仲道、官僚、法律家（* 1833年）
- 1893年 - ジョン・ウェストウッド、昆虫学者、考古学者、博物画家（* 1805年）
- 1899年 - フレデリック・イングリング、D・G・イングリング&サン2代目社長、オーナー（* 1848年）
- 1899年 - アルジャーノン・パーシー、政治家、貴族（* 1810年）
- 1901年 - 尾高惇忠、実業家（* 1830年）
- 1904年 - マチルド・ボナパルト、ヴェストファーレン王ジェローム・ボナパルトの長女（* 1820年）
- 1904年 - フェルディナント・ボナフェントゥラ・キンスキー、キンスキー・フォン・ヴヒニッツ・ウント・テッタウ侯爵家の第7代当主（* 1834年）
- 1904年 - 近衛篤麿、第3代貴族院議長、第7代学習院院長、東亜同文書院創設者（* 1863年）
- 1904年 - ジェイムズ・ロングストリート、軍人（* 1821年）
- 1912年 - アンリ・ルアール、画家、美術収集家（* 1833年）
- 1913年 - レオン・ティスラン・ド・ボール、気象学者（* 1855年）
- 1913年 - 永井久一郎、漢詩人、官僚（+ 1852年）
- 1915年 - カール・ゴルトマルク、作曲家（* 1830年）
- 1917年 - エドワード・バーネット・タイラー、人類学者（* 1832年）
- 1917年 - レオン・フラマン、自転車競技選手（* 1877年）
- 1921年 - フランツ・デフレガー、画家（* 1835年）
- 1922年 - ヴィルヘルム・ヘルマン、神学者（* 1846年）
- 1923年 - アーサー・ディオシー、講演活動家、著述家（* 1856年）
- 1924年 - セイバイン・ベアリング＝グールド、民俗学者、聖書学者、作家（* 1834年）
- 1925年 - ユリウス・オスカル・ブレフェルト、植物学者、菌類学者（* 1839年）
- 1925年 - ジャン・ベルゴニエ（英語版）、腫瘍学者（* 1857年）
- 1926年 - 村井吉兵衛、実業家（* 1864年）
- 1927年 - アハド・ハアム、ヘブライ語著述家、シオニズム思想家（* 1856年）
- 1928年 - 阿部亀治[16]、農業技術者（* 1868年）
- 1929年 - 土井利与、古河藩の第7代（最後）の藩主（* 1851年）
- 1931年 - 斯波淳六郎、内務官僚（* 1861年）
- 1932年 - 綾部利右衛門、実業家、川越市長（* 1860年）
- 1934年 - ヴィクトル・ミヌート、ロシア帝国の軍人、中将（* 1868年）
- 1935年 - 吉松茂太郎、第6 - 8代連合艦隊司令長官（* 1859年）
- 1940年 - ビルガー・ヴァセニウス（英語版）、スピードスケーター（* 1911年）
- 1941年 - ミッシャ・レヴィツキ、ピアニスト（* 1898年）
- 1942年 - イザベラ・ブラックモーア、宣教師（* 1863年）
- 1942年 - 金擎天、朝鮮の独立運動家（* 1888年）
- 1944年 - ジョン・マルドゥーン、ラグビーユニオン選手（* 1896年）
- 1944年 - 細谷資氏、軍人（* 1858年）
- 1945年 - 佐々木積、俳優（* 1885年）
- 1945年 - 花田仲之助、陸軍参謀本部第2部の情報将校（中佐）、教育者（+ 1860年）
- 1945年 - バートラム・ラムゼー、イギリス海軍の士官（+ 1883年）
- 1949年 - ディナム・ヴィクトール・フューメ、作曲家・オルガニスト（+ 1867年）
- 1950年 - エミール・ヤニングス、俳優（* 1884年）
- 1951年 - 遠山郁三、皮膚科学者（* 1877年）
- 1952年 - ルイ・ヴァルタ（英語版）、画家、版画家（* 1869年）
- 1953年 - 上杉憲章、米沢上杉家15代目当主（* 1876年）
- 1953年 - グッチオ・グッチ、起業家、グッチ創業者（* 1881年）
- 1957年 - ウィルソン・ブラウン、軍人（* 1882年）
- 1957年 - 林文慶、医師、実業家、教育・社会運動家（* 1869年）
- 1960年 - ファウスト・コッピ、自転車プロロードレース選手（* 1919年）
- 1960年 - フリードリヒ・アドラー、社会主義者、政治家（* 1879年）
- 1962年 - 藤沼庄平、官僚、政治家、元東京府知事・東京都長官（* 1904年）
- 1963年 - ディック・パウエル、俳優（* 1904年）
- 1963年 - フェルナンド・アルティマーニ、陸上競技選手（* 1893年）
- 1963年 - ジャック・カーソン、俳優（* 1910年）
- 1966年 - 藤蔭静樹、舞踏家（* 1880年）
- 1966年 - エドウィン・スワテック、競泳、水球選手（* 1885年）
- 1966年 - 楯甲新蔵、大相撲力士（* 1908年）
- 1968年 - 斎藤宗次郎、キリスト教徒（* 1877年）
- 1968年 - クーノ・ホフマイスター、天文学者（* 1892年）
- 1970年 - ピエール・フランカステル、美術史家、美術評論家、芸術社会学の創始者の一人（* 1900年）
- 1970年 - 矢野仁一、東洋史学者（* 1872年）
- 1970年 - 緋縅力弥、元大相撲力士（* 1922年）
- 1972年 - リリアン・ギルブレス、心理学者、技術者、コンサルタント（* 1878年）
- 1972年 - エリザベート・シーマン、植物学者（* 1881年）
- 1972年 - 阿部謙夫、実業家、北海道放送初代社長（* 1894年）
- 1976年 - 檀一雄、小説家（* 1912年）
- 1978年 - アルノルト・ハウザー、美術史学者（* 1892年）
- 1984年 - 早瀬利雄、社会学者、横浜市立大学名誉教授（* 1903年）
- 1985年 - 小池厚之助、実業家、元山一証券社長、元小池銀行頭取、元高千穂商科大学（現高千穂大学）理事長（* 1903年）
- 1986年 - ビル・ベック、メジャーリーグベースボール球団オーナー（* 1914年）
- 1987年 - 杉本勝次、政治家（* 1895年）
- 1988年 - エドモンド・ブリスコ・フォード、生態学者、遺伝学者（* 1901年）
- 1990年 - ローレンス・アロウェイ（英語版）、美術評論家、キュレーター（* 1926年）
- 1991年 - 野間宏、小説家（* 1915年）
- 1992年 - ヴァージニア・フィールド（英語版）、女優（* 1917年）
- 1993年 - 田中浩、俳優（* 1934年）
- 1994年 - ピエール＝ポール・シュバイツァー（英語版）、銀行家、第4代国際通貨基金（IMF）専務理事（* 1912年）
- 1995年 - 浜口隆一、建築評論家、建築史家（* 1916年）
- 1995年 - ヘンリー・グラハム・シャープ、フィギュアスケート選手（* 1917年）
- 1995年 - モハメド・シアド・バーレ、政治家、ソマリア大統領（* 1919年）
- 1995年 - ナンシー・ケリー、女優（* 1921年）
- 1998年 - 設楽敦生[17]、ライター、編集者、元週刊文春編集長（* 1943年）
- 1999年 - 清元志寿太夫、清元節太夫（* 1898年）
- 1999年 - ロルフ・リーバーマン、作曲家（* 1910年）
- 2000年 - パトリック・オブライアン、小説家（* 1914年）
- 2000年 - ナット・アダレイ、ジャズコルネット奏者（* 1931年）
- 2001年 - 島上善五郎、政治家（* 1903年）
- 2001年 - ウィリアム・P・ロジャース（英語版）、弁護士、政治家、元アメリカ合衆国国務長官・アメリカ合衆国司法長官（* 1913年）
- 2002年 - 桂歌之助 (2代目)、落語家（* 1946年）
- 2002年 - アーミ・アーヴィッコ、モデル、歌手（* 1958年）
- 2004年 - 穂刈四三二、数学者、旧・東京都立大学名誉教授、元城西大学学長（* 1908年）
- 2004年 - 桂枝助、落語家（* 1943年）
- 2005年 - マクリン・マッカーティ、遺伝学者（* 1911年）
- 2005年 - 本多逸郎、元プロ野球選手、監督（* 1931年）
- 2006年 - 近藤貞雄、元プロ野球選手、監督（* 1925年）
- 2007年 - 中居英太郎、政治家、元岩手県宮古市長（* 1917年）
- 2007年 - エリック・ジェームズ・デントン（英語版）、海洋生物学者（* 1923年）
- 2007年 - 浅井孝祐、オートレース選手（* 1938年）
- 2008年 - ナラーティワートラーチャナカリン、タイの王族（* 1923年）
- 2008年 - ジョージ・マクドナルド・フレイザー（英語版）、作家、脚本家（* 1925年）
- 2008年 - 小野満、ジャズミュージシャン（* 1929年）
- 2009年 - マリア・デ・ジェズス、スーパーセンテナリアン（* 1893年）
- 2009年 - 宮崎信義、歌人（* 1912年）
- 2009年 - 堀田一郎[18]、出版人、元中日新聞社社長（* 1925年）
- 2009年 - 平木隆三、元サッカー選手、指導者（* 1931年）
- 2009年 - 市川治、声優（* 1936年）
- 2009年 - ケーシー・ランキン、ミュージシャン（SHŌGUN）（* 1946年）
- 2010年 - 梅垣洋一郎、医師、放射線医学総合研究所顧問（* 1922年)
- 2010年 - 市原昌三郎、行政法学者、一橋大学名誉教授（* 1922年)
- 2010年 - 中島勝美[19]、実業家、雲海酒造創業者（* 1938年）
- 2011年 - アン・フランシス、女優（* 1930年）
- 2011年 - 司徒華、政治家、作家、香港市民支援愛国民主運動連合会主席（* 1931年）
- 2011年 - ピート・ポスルスウェイト、俳優（* 1946年）
- 2012年 - ゴードン・ヒラバヤシ、社会学者（* 1918年）
- 2012年 - 林由郎、プロゴルファー（* 1922年）
- 2012年 - ヘルムート・ミュラー＝ブリュール、指揮者（* 1933年）
- 2012年 - 真樹日佐夫、漫画原作者、小説家、空手家（* 1940年）
- 2012年 - 愛宕元、中国史学者、京都大学名誉教授（* 1943年）
- 2012年 - 野口竜、漫画家・イラストレーター（* 1944年）
- 2013年 - マミー・リアーデン、スーパーセンテナリアン（* 1898年）
- 2013年 - 大谷幸夫、建築家、都市計画家、東京大学名誉教授（* 1924年）
- 2013年 - 高野裕良、元プロ野球選手（* 1924年）
- 2013年 - 大和久満、大和楽の三味線方（* 1938年）
- 2013年 - ラディスラオ・マズルケビッチ、サッカー選手（* 1945年）
- 2013年 - マウルヴィ・ナジル、パキスタン・ターリバーン運動指導者の一人（* 1975年）
- 2014年 - ハーラル・ヌーギセクス、軍人（* 1921年）
- 2014年 - 黒岩恒雄、実業家、元日本梱包運輸倉庫社長（* 1922年）
- 2014年 - 村岡実、尺八奏者（* 1924年）
- 2014年 - 井上安雄、元プロ野球選手（* 1931年）
- 2014年 - 三井葉子、詩人（* 1936年）
- 2014年 - 追風山裕邦、元大相撲力士（* 1938年）
- 2014年 - 李泰祥、ミュージシャン（* 1941年）
- 2014年 - 渡辺有三、音楽プロデューサー、ミュージシャン（* 1949年）
- 2015年 - リトル・ジミー・ディケンズ、歌手（* 1920年）
- 2015年 - 白坂依志夫、脚本家（* 1932年）
- 2015年 - 川上徹、編集者、社会運動家（* 1940年）
- 2015年 - 林保全、声優（* 1951年）
- 2015年 - 三上晴子、美術家（* 1961年）
- 2015年 - 熊谷俊哉、俳優（* 1961年）
- 2015年 - 宮ノ川顕、作家（* 1962年）
- 2015年 - アブー・アナス・リービー、アルカーイダ幹部（* 1964年）
- 2016年 - 金子繁治、元プロボクサー、ボクシングトレーナー（* 1931年）
- 2016年 - 東田正義、元プロ野球選手（* 1945年）
- 2016年 - ミッシェル・デルペッシュ（英語版）、シンガーソングライター、俳優（* 1946年）
- 2016年 - スティーヴ・ゴフリ、サッカー選手（* 1981年）
- 2017年 - 深沢幸雄、版画家、多摩美術大学名誉教授（* 1924年）
- 2017年 - ジョン・バージャー、芸術家（* 1926年）
- 2017年 - ダリル・スペンサー、元プロ野球選手（* 1928年）
- 2017年 - ジャン・ヴュアルネ、元スキー選手、実業家（* 1933年）
- 2017年 - 須藤久、映画監督、脚本家、評論家（* 1933年）
- 2018年 - 長尾宇迦、作家（* 1926年）
- 2018年 - トーマス・S・モンソン、宗教指導者、第16代末日聖徒イエス・キリスト教会大管長（* 1927年）
- 2018年 - 前田禎郎、政治家、元奈良県宇陀市長（* 1931年）
- 2018年 - リック・ホール、音楽プロデューサー、フェイム・スタジオ設立者（* 1932年）
- 2018年 - アリ・カディム、元サッカー選手（* 1949年）
- 2019年 - ボブ・アインスタイン、俳優（* 1942年）
- 2019年 - ジーン・オーカーランド、リングアナウンサー（* 1942年）
- 2020年 - 江波戸辰夫、政治家、元千葉県八日市場市長・匝瑳市長（* 1928年）
- 2020年 - ジョン・バルデッサリ、芸術家（* 1931年）
- 2020年 - 上原正三、脚本家（* 1937年）
- 2020年 - 沈一鳴、軍人、中華民国国防部参謀総長（* 1957年）
- 2020年 - 三宅雪子、元政治家（* 1965年）
- 2021年 - ブライアン・アークハート、元軍人、作家、国連職員、元国連事務次長（* 1919年）
- 2021年 - 桑名義治、政治家（* 1930年）
- 2021年 - 藤原隆男[20]、民俗学者、富士大学名誉学長、岩手大学名誉教授（* 1938年）
- 2021年 - メアリー・キャサリン・ベイトソン、文化人類学者、著作家（* 1939年）
- 2021年 - ブラッド・コックス、コンピューター工学者（* 1944年）
- 2021年 ‐ ポール・ウェストファル、バスケットボール選手、指導者（* 1950年）
- 2021年 - クレーベル・エドゥアルド・アラード、元サッカー選手（* 1972年）
- 2022年 - 泉眞也、工業デザイナー、国際花と緑の博覧会総合プロデューサー（* 1930年）
- 2022年 - 岡田日郎、俳人、俳人協会顧問（* 1932年）
- 2022年 - 斉藤京子、民謡歌手（* 1936年）
- 2022年 - エリック・エルスト、天文学者（* 1936年）
- 2022年 - リチャード・リーキー、古人類学者（* 1944年）
- 2022年 - 下川博、作家、脚本家（* 1948年）
- 2023年 - マリリン・スタッフォード（英語版）、写真家（* 1925年）
- 2023年 - 龍村仁、映画監督、元NHKディレクター（* 1940年）
- 2023年 - 吉見宏、会計学者、北海道大学副学長（* 1961年）
- 2023年 - ケン・ブロック、ラリー・ジムカーナドライバー、DCシューズ共同創業者（* 1967年）
- 2023年 - 野杁俊希、俳優（* 1989年）
- 2024年 - 深谷和子、臨床心理学者、東京学芸大学名誉教授（* 1935年）
- 2024年 - ブライアン・ラムレイ、ホラー小説家（* 1937年）
- 2024年 - ゴットフリート・ミュンツェンベルク、物理学者（* 1940年）
- 2025年 - 吉沢秀和、プロ野球選手（* 1945年）

### 人物以外（動物など）
- 2020年 - ダンスインザダーク、競走馬（* 1993年）

## 記念日・年中行事
- 謹賀新年（正月）（ 日本）
  - 書き初め
  - 初売り（仙台初売り）

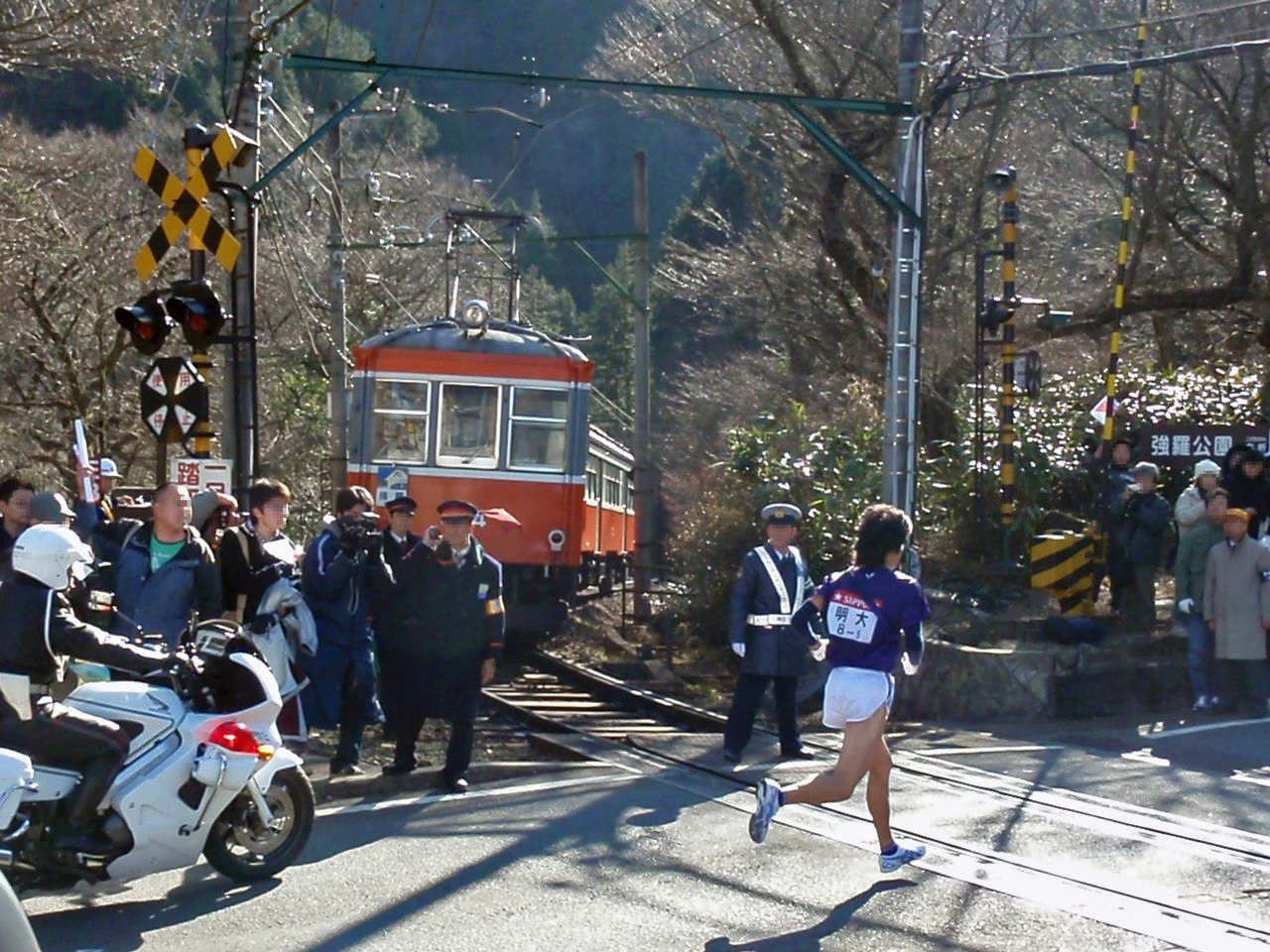
東京箱根間往復大学駅伝競走

  - 2017年以降、1月2日の年賀状の配達は中止された。理由は、年賀状の数がピークから大幅に減少したうえ人件費が上昇しているため[21]。
- 初荷（仕事始め）（ 日本）
この日、多くの職業で年明け初めての仕事が行われる。荷物を運ぶことが多い商店では、その年初めての荷物を初荷と呼ぶ。農業では、農初め、漁業では初船、林業では山初めなどと言う[22]。
- 初夢の日（ 日本）
2日の夜から3日の朝にかけて見る夢を初夢とすることから生まれた日。初夢で1年の良し悪しを占った昔は、よい夢を見るため枕の下に七福神が乗った宝船の絵を敷いて寝る人も多く、商人が絵を売り歩いたという。なお、よく言われるめでたい夢「一富士、ニ鷹、三茄子」は、駿河の名物とされる[23]。
- 皇室一般参賀（ 日本）
  - 毎年1月2日、皇居において、天皇・皇后が国民から祝賀を受ける行事。天皇・皇后が他の皇族と共に、随時宮殿のベランダに現れ、直接国民から祝賀を受ける。皇居での新年一般参賀は、1948年（昭和23年）1月1日から始まった。当時は、正午から午後4時までの間、参賀者が正門から入門し、正門内鉄橋付近に設けられた記帳所で記帳の上、坂下門から退出していた。1951年（昭和26年）には、庁舎中央玄関上のバルコニーにおいて、昭和天皇・香淳皇后が参賀者の前に初めて現れた。1月2日から実施されるようになったのは、1953年（昭和28）年からで、1969年（昭和44年）から現在の宮殿で行われるようなった[24]。
- 箱根駅伝往路（ 日本）
  - 1920年（大正9）、マラソンの父として知られる金栗四三らが「世界に通用するランナーを育成したい」との思いから創設。箱根駅伝実施に遡る三年前の1917年（大正6）、読売新聞社が上野で開く大博覧会の協賛イベントとして日本初の駅伝「東京奠都五十年奉祝・東海道駅伝徒歩競走」を実施。京都三条大橋と東京・上野不忍池間516キロを23区間に分け、三日間、昼夜兼行で走り継ぐたすきリレーで、これが箱根駅伝の原型になった。この「東海道駅伝」の成功に意を強くした金栗らは、大学や師範学校、専門学校に箱根駅伝創設の意義を説いて参加を呼びかけ、その結果、早稲田、慶応、明治、東京高師（現筑波大）の四校が応じ、1920年2月14日午後1時に第1回大会が「四大校駅伝競走」の名称でスタートした[25]。なお、1月2日から開催されるようになったのは1955年（昭和30年）実施の第31回大会から。
- 長尾寺三味線餅つき（ 日本）
  - 香川県さぬき市、四国八十八箇所霊場第87番札所「長尾寺」で行われる。三味線餅つきは、揃いの法被を身につけた氏子たちが三味線の音色に合わせながら、威勢よく福餅や大鏡餅をつきあげる。つきあげられた餅は、正月7日に行われる力餅運搬競技大会に用いられる。また、当日は子ども餅つきも行われる[26]。
- 定期闘牛大会・観光闘牛（ 日本）
  - 愛媛県宇和島市で行われる闘牛大会。定期闘牛大会は年間4回、1月2日、5月3日、8月14日、10月の第4日曜日に実施される。闘牛の起源については、鎌倉時代に農民が農耕用の強い牛をつくるために野原で角突き合わせをしたのが始まりとする説と、17世紀後半に宇和海を漂流していたオランダ船を救助した礼として2頭の牛が贈られ、この牛がたまたま格闘したことにより始まったとする説がある[27]。